# Zain Safar-ud-Din
Zain Safar-ud-Din (George Town, Colonias del Estrecho; 22 de marzo de 1938 – 20 de junio de 2023) fue un ciclista malasio que participó en los Juegos Olímpicos.

## Carrera
Fue uno de los dos ciclistas de Malasia que participaron en los Juegos Olímpicos de Tokio 1964, pero fue uno de los siete ciclistas que fueron descalificados al completar la séptima vuelta.